# Kapra
Kapra là một thành phố và khu đô thị của quận Rangareddi thuộc bang Andhra Pradesh, Ấn Độ.

## Địa lý
Kapra có vị trí 17°29′B 78°34′Đ / 17,49°B 78,57°Đ Nó có độ cao trung bình là 540 mét (1771 feet).

## Nhân khẩu
Theo điều tra dân số năm 2001 của Ấn Độ, Kapra có dân số 159.176 người. Phái nam chiếm 52% tổng số dân và phái nữ chiếm 48%. Kapra có tỷ lệ 74% biết đọc biết viết, cao hơn tỷ lệ trung bình toàn quốc là 59,5%: tỷ lệ cho phái nam là 79%, và tỷ lệ cho phái nữ là 68%. Tại Kapra, 12% dân số nhỏ hơn 6 tuổi.